# Henry M. Hoenigswald
Henry M. Hoenigswald (ur. 17 kwietnia 1915 we Wrocławiu, zm. 16 czerwca 2003 w Haverford, Pensylwania) – niemiecki językoznawca, indoeuropeista. Specjalizował się w lingwistyce historycznej.

## Życiorys
W szkole średniej podjął naukę języków klasycznych. Kształcił się w zakresie indoeuropeistyki oraz lingwistyki historycznej i porównawczej na różnych uczelniach (Monachium, Zurych, Padwa, Florencja). W 1939 r. uciekł do Stanów Zjednoczonych, gdzie początkowo objął stanowisko asystenta naukowego na Uniwersytecie Yale. W latach 1948–1985 nauczał na Uniwersytecie Pensylwanii.
Jego dorobek obejmuje ponad 150 prac poruszających kwestie związane z językami indoeuropejskimi, językiem greckiem, łaciną, językiem etruskim oraz historię XIX-wiecznego językoznawstwa.
Był członkiem Linguistic Society of America. Należał także do American Philosophical Society i National Academy of Sciences. W 1986 r. został mianowany członkiem korespondentem Akademii Brytyjskiej.

## Wybrana twórczość
- 1945–47. Spoken Hindustani, I, II. Nowy Jork: Henry Holt.
- 1960. Language Change and Linguistic Reconstruction. Chicago: University of Chicago Press.
- 1973. Studies in Formal Historical Linguistics. Dordrecht: Reidel.